# متبریا
متبریا (به لاتین: Mathbaria) یک منطقهٔ مسکونی در بنگلادش است که در ناحیه پیروج‌پور واقع شده‌است. متبریا ۲۲٫۵۰ کیلومتر مربع مساحت و ۲۸٬۸۵۱ نفر جمعیت دارد.